# Karl vom Stein zum Altenstein
Karl Sigmund Franz Freiherr vom Stein zum Altenstein (Schalkhausen, 1770-Berlín, 1840) fue un político prusiano y el primer ministro de Educación de este Estado. Su principal logro fue la reforma del sistema educativo de Prusia.

## Familia y formación
Karl procedía de una familia noble originaria de Franconia. La casa familiar era el castillo Altenstein, situado en una colina entre Ebern y Maroldsweisach. Su padre era el capitán conde-húsar y chambelán Ernst Freiherr von Stein zum Altenstein, de la rama familiar de Ostheim vor der Rhön y su madre Juliana Philippina Wilhelmina Freiin von Adelsheim. Karl nació en 1770, en el castillo de Obermörgerscheimp. Tras su educación primaria, estudió Derecho en Erlangen, en 1790 en Gotinga y más tarde en Jena.

## Carrera profesional
En 1793, ingresó como abogado en prácticas en la Cámara de Guerra y Dominio de Prusia en Ansbach. Su superior Karl August von Hardenberg reconoció su valía y le apoyó para ingresar al cuerpo diplomático. En 1799 viajó con von Hardenberg a Berlín, donde trabajó para él como consejero ministerial y más tarde se convirtió en consejero privado alto funcionario de Finanzas en la Dirección General. Se instaló en una casa amueblada para su familia en la Wilhelmstraße 59.
Después de que Prusia perdiera la guerra de la Cuarta Coalición contra Francia en las batallas de Jena y Auerstedt, Altenstein regresó a Tilsit en 1806 con von Hardenberg para trabajar en el movimiento de reformas del Estado prusiano.
Debido a los planes de insurrección contra la ocupación francesa, el reformador y ministro de Estado Heinrich Friedrich Karl vom und zum Stein tuvo que dimitir ante la presión de Napoleón y Altenstein se convirtió en su sucesor al frente de la administración como ministro de Hacienda en 1808. Sin embargo, Altenstein no pudo imponerse a las fuerzas que consideraban que las reformas iniciadas por su predecesor iban demasiado lejos, por lo que no las continuó con el mismo empuje. Cuando Prusia ya no pudo hacer frente a los pagos a Francia acordados en la tratados de Tilsit en 1810, Altenstein propuso ceder Silesia a Francia. Como consecuencia, en junio fue destituido por el rey Federico Guillermo III de Prusia a instancias de Hardenberg.
Tras su destitución, Altenstein se trasladó a Breslau, donde fue nombrado gobernador civil de Silesia en 1813. Después del Congreso de Viena de 1815, viajó a París con Wilhelm von Humboldt para reclamar los tesoros artísticos confiscados por Napoleón para Prusia.
En 1817, asumió el recién creado Ministerio de Cultura, nombrado por von Hardenberg que había sido elegido canciller del Estado. Se le encomendó la responsabilidad política de refundar la Iglesia Evangélica en Prusia. En los siguientes veinte años durante los que ocupó el cargo, reformó el sistema escolar y educativo de Prusia. A él se debe la creación de la primera escuela «humanista de gramática» y de la Universidad de Bonn en 1818. Con la Ley de Educación de 1819, uniformó el sistema educativo prusiano y estableció el sistema escolar de varios niveles que sigue existiendo hoy en día, con una escuela primaria y escuelas secundarias diferenciadas.
En 1825, extendió la enseñanza obligatoria a todo el país y, en 1834, introdujo un plan de estudios obligatorio para los Gymnasium. En los años siguientes, luchó para que el sistema educativo fuera independiente de la Iglesia.
En 1838, abandonó su cargo por enfermedad. Murió en Berlín en 1840 y fue enterrado en el Dreifaltigkeitskirchhof II. 